# 金崎古墳群
金崎古墳群（かなさきこふんぐん）は、埼玉県秩父郡皆野町大字金崎にある古墳群。1976年（昭和51年）3月30日付で埼玉県指定史跡に指定されている。

## 概要
宝登山の山裾から南西方向に伸び、荒川左岸に面した河岸段丘上に所存する古墳群である。かつては8基以上の円墳があったといわれている。現在、墳丘と主体部が残存しているのは大堺1号墳～3号墳と天神塚（氷雨塚）古墳の4基の円墳である。大正時代に地域の青年団による天神塚の発掘で出土したといわれる大刀5振（内1振に銀象嵌が施されている）が、1993年（平成5年）5月28日付で皆野町指定有形文化財に指定され、皆野町教育委員会に保管されている。